# Atari Transputer Workstation
Atari Transputer Workstation (poznata i kao ATW-800 ili samo ATW) bila je radna stanica američke tvrtke Atari iz kasnih 1980-ih. Zasnovana na Inmosovom transputeru bila je najbrža na tržištu, ali bez obzira na tehničku naprjednost, prodaja je bila skoro nikakva i proizvodnja se završila nakon što se prodalo samo par stotina primjeraka.